# 씽크패드

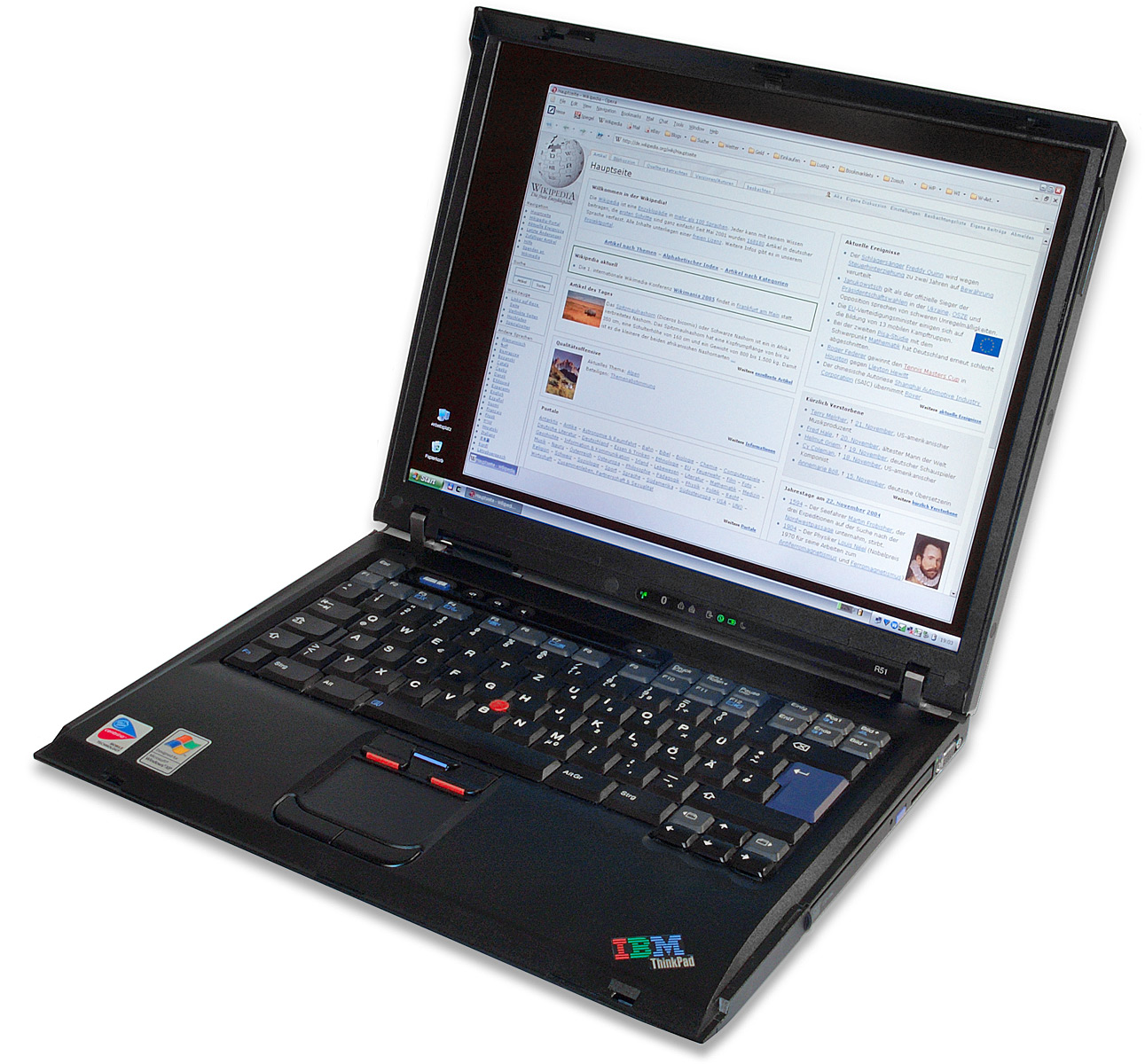
IBM 씽크패드 R51

씽크패드(ThinkPad)는 IBM사가 제조하여 판매하던 노트북 컴퓨터 브랜드이다. 2005년 이후로는 레노버가 상표권을 사서 판매하고 있다. 대한민국의 LG IBM(현 LG전자)에서도 라이선스 생산을 했던 적이 있다. 단일 노트북 브랜드로는 가장 오래 생산되고 있는 브랜드이다. 2017년 경 기준으로 100,000,000대 이상이 판매되었다.

## 역사

### 명칭
"씽크패드"라는 이름은 IBM사의 역사와 문화의 산물이다. 토머스 J. 왓슨 경은 1920년대에 IBM의 슬로건으로 THINK를 처음 도입하였다.
"씽크패드"라는 이름은 자신의 주머니에 "THINK" 노트패드를 간직하였던 대니 웨인라이트(Denny Wainwright)라는 이름의 IBM 직원에 의해 제안되었다. 이 이름은 당시 IBM 컴퓨터의 이름이 모두 숫자였기 때문에 IBM 명명 위원회에 의해 반대를 받았다. "씽크패드"는 기자들과 대중들로부터 찬사를 받았기 때문에 유지되었다.

## 시판 중인 제품
- 씽크패드 SL 시리즈
- 씽크패드 R 시리즈
- 씽크패드 T 시리즈
- 씽크패드 X 시리즈
- 씽크패드 X 시리즈 태블릿
- 씽크패드 W 시리즈
- 씽크패드 Edge 시리즈
- 씽크패드 E 시리즈
- 씽크패드 L 시리즈
- 씽크패드 P시리즈
- 씽크패드 X1 시리즈

## 같이 보기
- 아이디어패드
- IBM
- 레노버